# Синагога рубщиков кошерного мяса
Молитвенный дом рубачей кошерного мяса — памятник культурного наследия Украины, расположена по адресу ул. Малая Арнаутская, 46а (на углу с ул. Лейтенанта Шмидта). Сейчас не функционирует как молитвенный дом. Здание используется еврейским обществом «Мигдаль».

## История
Молитвенный дом рубачей кошерного мяса существовал в Одессе еще в первой половине XIX века. Общество рубачей кошерного мяса было одним из старейших в городе, являясь тогдашним аналогом современных профсоюзов. В начале 20-го века община решила возвести новое здание молитвенного дома. Проект дома был утвержден в апреле 1909 года. Автор проекта достоверно не известен, потому что архивное дело потерялось, но есть предположение, что автором был известный одесский архитектор Семен Ландесман.
В начале 1930-х годов молитвенный дом был закрыт. Его последний староста — Герш-Лейб Веприк — погиб во времена холокоста. сразу после окончания войны в здании разместился кружок парашютного спорта, но впоследствии здание было отобрано КГБ.
Возвращение еврейской общине здания молитвенного дома состоялось после обретения Украиной независимости, в 1991 году. Сотрудники КГБ срочно эвакуировались из здания, ликвидируя все средства прослушивания и таким образом повредили здание.